# Gyronycha lepida
Gyronycha lepida är en skalbaggsart som beskrevs av Thomas Casey 1911. Gyronycha lepida ingår i släktet Gyronycha och familjen kortvingar. Inga underarter finns listade i Catalogue of Life.